# Eva Monley
Eva Monley, geborene Eva Sachs (* 29. April 1923 in Berlin; † 12. November 2011 in Nanyuki) war eine deutsch-kenianische Filmproduzentin, Location Scout und Produktionsleiterin.

## Leben
Monley wurde in Deutschland geboren, floh jedoch 1936 vor dem Naziregime in die Kolonie Kenia. Dort lernte sie fließend Suaheli sprechen und wurde zu einer Expertin für ostafrikanische Kulturen.
Zu Beginn ihres Arbeitslebens war Monley als Sekretärin in Nairobi beschäftigt; 1950 kam sie erstmals mit der Filmwelt in Kontakt, als sie für König Salomons Diamanten als Scriptgirl und Assistentin engagiert wurde, der in den Kolonien Kenia, Belgisch-Kongo und Tanganjika gedreht wurde. Nach Beendigung dieses Films wurde sie für ähnliche Aufgaben bei John Hustons African Queen verpflichtet. Für weitere amerikanische und britische Filme arbeitete sie in den folgenden Jahren im Hintergrund, so für Schnee am Kilimandscharo, Weiße Frau am Kongo und John Fords 1953 entstandenen Mogambo. Auch außerhalb des afrikanischen Kontinents wurde Monley nun gebucht; meist war sie für das Aussuchen geeigneter Drehorte und die Buchung dieser Örtlichkeiten verantwortlich. In Indien arbeitete sie für Der große Regen und Knotenpunkt Bhowani. Zwei Jahre lang war sie für Lawrence von Arabien aktiv.
1960 begann sie eine bis 1967 währende Zusammenarbeit mit Regisseur Otto Preminger. Später wandte sich Monley der Produktion zu und war an Filmen wie Die Meute, Champions und Highlander beteiligt. Eine andere Arbeit stellt der in Nigeria gedrehte Mister Johnson dar. 1993 produzierte Monley für die Walt Disney Company Die Spur des Windes in Namibia und Simbabwe.
Für zahlreiche andere Filme war Monley in vielfältigen Funktionen tätig, so für El Condor, Die schwarze Windmühle oder Das Reich der Sonne.
Das British Film Institute ehrte Monley mit einem Preis für ihr Lebenswerk. Ihren Nachlass stiftete sie der „Margret-Herrick-Bücherei“ der Academy of Motion Picture Arts and Sciences.